# Вирус гепатита A
Ви́рус гепати́та A (англ. Hepatovirus A, HAV) — вид вирусов из рода гепатовирусов (Hepatovirus) семейства пикорнавирусов (Picornaviridae). Не имеет оболочки и содержит одноцепочечную (+)РНК, упакованную в белковый капсид. Люди и другие позвоночные служат естественными хозяевами.
В 1991 году два пикорнавируса (Human hepatitis A virus и Simian hepatitis A virus), вызывающих гепатит A у людей и обезьян соответственно, выделили в род Hepatovirus. Детальные исследования показали, что обе разновидности, среди которых выявили нескольких вирусных генотипов, принадлежат одному серотипу вируса. В 2014 году название вида было изменено, как и ещё у нескольких видов пикорнавирусов.
В 2015 году было установлено происхождение вируса гепатита A: он имеет животное происхождение. Возник около 25 млн лет назад, когда от семейства мартышковых отделилось семейство человекообразных обезьян. К виду Hepatovirus A генетически наиболее близок вирус энцефаломиелита птиц.
Вирус гепатита A имеет слабый внутренний участок посадки рибосомы (англ. IRES). Участок генома, который кодирует капсид вируса, содержит консервативные кластеры кодонов, ограничивающих антигенную вариабельность.

## Структура
Гепатовирус А является пикорнавирусом; он не имеет оболочки и содержит одноцепочечную (+) РНК , упакованную в белковую оболочку. Был обнаружен только один серотип вируса, но существует несколько генотипов. Использование кодонов в геноме предвзято и необычно отличается от его хозяина. В области, которая кодирует капсид HAV, высококонсервативные кластеры редких кодонов ограничивают антигенную изменчивость.

## Генотипы
Был описан один серотип и семь различных генетических групп (четыре человеческих и три обезьяньих). Человеческие генотипы пронумерованы I—III. Было описано шесть подтипов (IA, IB, IIA, IIB, IIIA, IIIB). Генотипы обезьян были пронумерованы IV—VI. Также был описан единственный изолят генотипа VII, выделенный от человека. Генотип III был выделен как у людей, так и у совиных обезьян. Большинство человеческих изолятов имеют генотип I. Из изолятов типа I подтип IA составляет большинство.
Частота мутаций в геноме, по оценкам, составляет 1,73-9,76 × 10-4 нуклеотидных замен на сайт в год.Человеческие штаммы, по-видимому, произошли от обезьяньих около 3600 лет назад.Средний возраст штаммов генотипов III и IIIA оценивается в 592 и 202 года соответственно.

## Цикл размножения
Позвоночные, такие как люди, служат естественными хозяевами. Пути передачи — фекально-оральный и кровяной.
После приема внутрь, HAV попадает в кровоток через эпителий ротоглотки или кишечника. Кровь переносит вирус к его цели, печени, где он размножается в гепатоцитах и клетках Купфера (макрофагах печени). Репликация вируса происходит цитоплазматически. Проникновение в клетку-хозяина достигается путем прикрепления вируса к рецепторам хозяина, что опосредует эндоцитоз. Репликация следует модели репликации вируса с положительной цепью РНК. Передача происходит путем вирусной инициации. Вирус выходит из клетки-хозяина путем лизиса и выделения виропоринов. Вирионы выделяются с желчью и калом. HAV выделяется в больших количествах примерно за 11 дней до появления симптомов или антител против HAV IgM в крови. Инкубационный период составляет 15-50 дней, а риск смерти у инфицированных составляет менее 0,5 %.
В гепатоцитах печени геном РНК высвобождается из белковой оболочки и транслируется собственными рибосомами клетки. В отличие от других пикорнавирусов, этому вирусу требуется интактный эукариотический фактор инициации 4G (eIF4G) для инициации трансляции.Потребность в этом факторе приводит к неспособности остановить синтез белка хозяина, в отличие от других пикорнавирусов. В этом случае вирус должен неэффективно конкурировать за механизм клеточной трансляции, что может объяснить его слабый рост в культуре клеток. Предположительно, по этой причине вирус стратегически перенял естественное высокооптимизированное использование кодонов по отношению к своему клеточному хозяину. Как именно работает эта стратегия, пока не совсем ясно.
Явной вирусопосредованной цитотоксичности не наблюдается, предположительно из-за собственной потребности вируса в интактном eIF4G, и патология печени, вероятно, опосредована иммунитетом.
| Род         | Хозяин            | Тканевый тропизм | Поступление в организм         | Выход из клетки | Сайт репликации | Место сборки | Передача                  |
| ----------- | ----------------- | ---------------- | ------------------------------ | --------------- | --------------- | ------------ | ------------------------- |
| Hepatovirus | Люди, позвоночные | Печень           | Эндоцитоз клеточных рецепторов | Лизис           | Цитоплазма      | Цитоплазма   | Оррально-фекальный, кровь |

## Передача
Вирус распространяется фекально-оральным путем, и заражение часто происходит в условиях плохой санитарии и перенаселенности. Гепатит A может передаваться парентеральным путем, но очень редко через кровь и продукты крови. Вспышки пищевого происхождения являются обычным явлением, а употребление в пищу моллюсков, выращенных в загрязненной воде, связано с высоким риском заражения. Около 40 % всех острых вирусных гепатитов вызваны HAV. Инфицированные люди заразны до появления симптомов, примерно через 10 дней после заражения. Вирус устойчив к воздействию моющих средств, кислот (рН 1), растворителей (например, эфира, хлороформ), высушиванию и температуре до 60 °C. Он может месяцами выживать в пресной и соленой воде. Типичными являются вспышки из общих источников (например, вода, ресторан). Инфекция распространена среди детей в развивающихся странах, достигая 100 % случаев, но после заражения возникает пожизненный иммунитет. HAV может быть инактивирован обработкой хлором (питьевая вода), формалином (0,35 %, 37 °C, 72 часа), надуксусной кислотой (2 %, 4 часа), бета-пропиолактоном (0,25 %, 1 час) и ультрафиолетовым излучением (2 мкВт / см2 / мин). Вирус гепатита A также может передаваться половым путем, в частности, ороанальными половыми актами.
В развивающихся странах и в регионах с низкими гигиеническими стандартами уровень заражения этим вирусом высок, и заболевание обычно передается в раннем детстве. По мере роста доходов и расширения доступа к чистой воде заболеваемость HAV снижается. Однако в развитых странах инфекцией заражаются в основном восприимчивые молодые люди, большинство из которых заражаются вирусом во время поездок в страны с высоким уровнем заболеваемости или при контакте с инфицированными людьми.
Люди являются единственным естественным резервуаром вируса. Никакие известные насекомые или другие переносчики животных не могут передавать вирус. О хроническом состоянии HAV не сообщалось.

## Резистентность
Вирус относительно устойчив к высокой температуре, кислотам, жирорастворителям (отсутствуют липиды), дезинфицирующим средствам, хорошо переносит низкую температуру. Все это способствует длительному сохранению его во внешней среде. При комнатной температуре он выживает несколько недель, при 60 °C частично утрачивает инфекциозность через 4 — 12 ч, полностью — через несколько минут при 85 °C. Высокорезистентен к хлору, благодаря чему способен проникать в водопроводную воду через барьеры водоочистных сооружений.

## Эпидемиология
Вирус гепатита A обладает высокой патогенностью для человека. По заключению ВОЗ (1987 г.), для возникновения болезни достаточно заражения всего одним вирионом. Однако практическая заражающая доза, вероятно, значительно выше. Источником инфекции является только инфицированный человек. Вирус выделяется в большом количестве с испражнениями за 12—14 дней до появления желтухи и в течение 3 нед. желтушного периода. Существенных различий в выделении возбудителя у больных желтушными, безжелтушными и бессимптомными формами гепатита A не выявлено. Способ заражения — фекально-оральный, главным образом водный, а также бытовым и пищевым путем.

## Профилактика
Гепатит A можно предотвратить с помощью вакцинации, соблюдения правил гигиены и санитарии.
Два типа вакцин содержат либо инактивированный гепатовирус А, либо живой, но ослабленный вирус. Оба обеспечивают активный иммунитет против будущей инфекции. Вакцина защищает от HAV более чем в 95 % случаев на срок более 25 лет. В Соединенных Штатах вакцина, разработанная Морисом Хиллеманом и его командой, была лицензирована в 1995 году, и вакцина была впервые использована в 1996 году для детей в районах повышенного риска, а в 1999 году она была распространена на районы с повышенным уровнем заражения.
Вакцина вводится путем инъекции. Начальная доза обеспечивает защиту сроком на один год, начиная с 2-4 недель после вакцинации; вторая бустерная доза, вводимая через шесть-12 месяцев, обеспечивает защиту более чем на 20 лет.
Вакцина была введена в 1992 году и первоначально была рекомендована для лиц с высоким риском. С тех пор Бахрейн и Израиль приступили к осуществлению программ ликвидации заболевания. Австралия, Китай, Беларусь, Италия, Испания и Соединенные Штаты приступили к осуществлению аналогичных программ. Заболеваемость гепатитом A там, где широко практикуется вакцинация, резко снизилась. В Китае и Соединенных Штатах заболеваемость гепатитом A снизилась на 90 % с 1990 года.
В Соединенных Штатах вакцинация детей рекомендуется в возрасте 1 и 2 лет; вакцинация против гепатита A не рекомендуется лицам младше 12 месяцев. Также рекомендуется тем, кто ранее не проходил иммунизацию и кто подвергался или может подвергнуться воздействию из-за путешествий. CDC рекомендует вакцинацию против инфекции для мужчин, имеющих половые контакты с мужчинами.

## Патогенез, клиника
Инкубационный период варьируется от 15 до 50 дней, что зависит от величины заражающей дозы вируса, но в среднем составляет 28—30 дней. Попав в организм, вирус гепатита A размножается в регионарных лимфатических узлах, проникает в кровь, а затем в клетки печени и вызывает острый диффузный гепатит, который сопровождается поражением гепатоцитов и ретикулоэндотелиальных элементов печени и снижением её дезинтоксикационной и барьерной функций. Лизис гепатоцитов опосредован иммунным ответом на инфекцию при участии цитотоксических Т-лимфоцитов и/или механизма антителозависимой клеточно-опосредованной цитотоксичности. Предполагается, что HAV не обладает значительной прямой цитопатогенностью.
Наиболее типичной картиной гепатита A является острая желтушная циклическая форма: инкубационный период, продромальный (преджелтушный), желтушный период и реконвалесценция. Однако в очагах инфекции выявляется большое количество больных с безжелтушными и бессимптомными формами инфекции, число которых значительно преобладает над желтушными («феномен айсберга»).

## Постинфекционный иммунитет
Постинфекционный иммунитет прочный и длительный, обусловлен вируснейтрализующими антителами и клетками иммунной памяти.

## Лечение
Специфическое лечение гепатита A не известно. Выздоровление от симптомов после заражения может занять несколько недель или месяцев. В связи с тем что при вирусных гепатитах нарушена продукция интерферонов, для лечения гепатитов, в том числе гепатита A, применяют интерферон и индуктор его эндогенного синтеза амиксин.
Вакцина против вируса гепатита A эффективно сдерживает вспышки заболевания по всему миру.